# كرسول مبقع
كرسول مبقع (الاسم العلمي:Crassula maculata) هو نوع نباتي يتبع جنس الكرسول من فصيلة الكرسولية.